# Slovenska malonogometna reprezentacija
Slovenska malonogometna reprezentacija predstavlja Sloveniju u međunarodnim malonogometnim (futsal) natjecanjima u organizaciji nogometnih organizacija FIFA i UEFA.

## Uspjesi
Reprezentacija Slovenije je nastupala na 2 europska malonogometna prvenstva. Na oba prvenstva je završila natjecanje nakon prvog kruga.